# Europese kampioenschappen indooratletiek 1998
De Europese kampioenschappen indooratletiek 1998 werden van 27 februari tot en met 1 maart 1998 gehouden in het Palau Velódrom Lluís Puig in de Spaanse stad Valencia. Het was de derde maal dat de kampioenschappen in Spanje werden gehouden.

## Medailles

### Mannen
| Onderdeel            | Goud                                 | Goud    | Zilver                             | Zilver  | Brons                            | Brons   |
| -------------------- | ------------------------------------ | ------- | ---------------------------------- | ------- | -------------------------------- | ------- |
| 60 m                 | Angelos Pavlakakis Griekenland       | 6,55    | Jason Gardener Verenigd Koninkrijk | 6,59    | Stéphane Cali Frankrijk          | 6,60    |
| 200 m                | Serhi Osovytsj Oekraïne              | 20,40   | Anninos Marcoullides Cyprus        | 20,65   | Allyn Condon Verenigd Koninkrijk | 20,68   |
| 400 m                | Roeslan Masjtsjenko Rusland          | 45,90   | Ashraf Saber Italië                | 45,99   | Robert Maćkowiak Polen           | 46,00   |
| 800 m                | Nils Schumann Duitsland              | 1.47,02 | Marko Koers Nederland              | 1.47,20 | Vebjørn Rodal Noorwegen          | 1.47,40 |
| 1500 m               | Rui Silva Portugal                   | 3.44,57 | Abdelkader Chékhémani Frankrijk    | 3.44,89 | Andrej Zadorozjny Rusland        | 3.44,93 |
| 3000 m               | John Mayock Verenigd Koninkrijk      | 7.55,09 | Manuel Pancorbo Spanje             | 7.55,23 | Alberto García Spanje            | 7.55,24 |
| 60 m horden          | Igors Kazanovs Letland               | 7,54    | Tomasz Ścigaczewski Polen          | 7,56    | Mike Fenner Duitsland            | 7,58    |
| Verspringen          | Oleksi Loekasjevytsj Oekraïne        | 8,06    | Carlos Calado Portugal             | 8,05    | Emmanuel Bangué Frankrijk        | 8,05    |
| Hink-stap-springen   | Jonathan Edwards Verenigd Koninkrijk | 17,43   | Charles Michael Friedek Duitsland  | 17,15   | Serge Hélan Frankrijk            | 17,02   |
| Hoogspringen         | Artur Partyka Polen                  | 2,31    | Vjatsjeslav Voronin Rusland        | 2,31    | Tomáš Janků Tsjechië             | 2,29    |
| Polsstokhoogspringen | Tim Lobinger Duitsland               | 5,80    | Michael Stolle Duitsland           | 5,80    | Daniel Ecker Duitsland           | 5,75    |
| Kogelstoten          | Oliver-Sven Buder Duitsland          | 21,47   | Mika Halvari Finland               | 20,59   | Arsi Harju Finland               | 20,53   |
| Zevenkamp            | Sebastian Chmara Polen               | 6415    | Dezső Szabó Hongarije              | 6249    | Lev Lobodin Rusland              | 6226    |

### Vrouwen
| Onderdeel            | Goud                             | Goud    | Zilver                           | Zilver  | Brons                                        | Brons   |
| -------------------- | -------------------------------- | ------- | -------------------------------- | ------- | -------------------------------------------- | ------- |
| 60 m                 | Melanie Paschke Duitsland        | 7,14    | Frédérique Bangué Frankrijk      | 7,18    | Odiah Sidibé Frankrijk                       | 7,22    |
| 200 m                | Svetlana Gontsjarenko Rusland    | 22,46   | Melanie Paschke Duitsland        | 22,50   | Ekaterini Koffa Griekenland                  | 22,86   |
| 400 m                | Grit Breuer Duitsland            | 50,45   | Ionela Târlea-Manolache Roemenië | 50,56   | Helena Fuchsová Tsjechië                     | 51,22   |
| 800 m                | Ludmila Formanová Tsjechië       | 2.02,30 | Malin Ewerlöf Zweden             | 2.03,61 | Judit Varga Hongarije                        | 2.03,81 |
| 1500 m               | Theresia Kiesl Oostenrijk        | 4.13,62 | Lidia Chojecka Polen             | 4.14,93 | Violeta Beclea-Szekely Roemenië              | 4.15,54 |
| 3000 m               | Gabriela Szabo Roemenië          | 8.49,96 | Fernanda Ribeiro Portugal        | 8.51,42 | Marta Domínguez Spanje                       | 8.57,72 |
| 60 m horden          | Patricia Girard Frankrijk        | 7,85    | Svetlana Laoechova Rusland       | 8,01    | Diane Allahgreen-Hawkins Verenigd Koninkrijk | 8,02    |
| Hink-stap-springen   | Ashia Hansen Verenigd Koninkrijk | 15,16   | Šárka Kašpárková Tsjechië        | 14,76   | Jelena Lebedenko Rusland                     | 14,32   |
| Verspringen          | Fiona May Italië                 | 6,91    | Tatjana Ter-Mesrobjan Rusland    | 6,72    | Linda Ferga-Khodadin Frankrijk               | 6,67    |
| Hoogspringen         | Monica Iagăr-Dinescu Roemenië    | 1,96    | Alina Astafei Duitsland          | 1,94    | Jelena Jelesina Rusland                      | 1,94    |
| Polsstokhoogspringen | Anzjela Balachonova Oekraïne     | 4,44    | Daniela Bártová Tsjechië         | 4,40    | Vala Flosadóttir IJsland                     | 4,40    |
| Kogelstoten          | Irina Korzjanenko Rusland        | 20,25   | Vita Pavlysj Oekraïne            | 20,00   | Corrie de Bruin Nederland                    | 18,97   |
| Vijfkamp             | Urszula Włodarczyk Polen         | 4808    | Irina Belova Rusland             | 4631    | Karin Ertl Duitsland                         | 4523    |

### Medailleklassement
| Plaats | Land                | Goud | Zilver | Brons | Totaal |
| 1      | Duitsland           | 5    | 4      | 3     | 12     |
| 2      | Rusland             | 3    | 4      | 4     | 11     |
| 3      | Polen               | 3    | 2      | 1     | 6      |
| 4      | Verenigd Koninkrijk | 3    | 1      | 2     | 6      |
| 5      | Oekraïne            | 3    | 1      | 0     | 4      |
| 6      | Roemenië            | 2    | 1      | 1     | 4      |
| 7      | Frankrijk           | 1    | 2      | 5     | 8      |
| 8      | Tsjechië            | 1    | 2      | 2     | 5      |
| 9      | Portugal            | 1    | 2      | 0     | 3      |
| 10     | Italië              | 1    | 1      | 0     | 2      |
| 11     | Griekenland         | 1    | 0      | 1     | 2      |
| 12     | Letland             | 1    | 0      | 0     | 1      |
| 12     | Oostenrijk          | 1    | 0      | 0     | 1      |
| 14     | Spanje              | 0    | 1      | 2     | 3      |
| 15     | Finland             | 0    | 1      | 1     | 2      |
| 15     | Hongarije           | 0    | 1      | 1     | 2      |
| 15     | Nederland           | 0    | 1      | 1     | 2      |
| 18     | Cyprus              | 0    | 1      | 0     | 1      |
| 18     | Zweden              | 0    | 1      | 0     | 1      |
| 20     | IJsland             | 0    | 0      | 1     | 1      |
| 20     | Noorwegen           | 0    | 0      | 1     | 1      |
| Totaal | Totaal              | 26   | 26     | 26    | 78     |

1970 ·
1971 ·
1972 ·
1973 ·
1974 ·
1975 ·
1976 ·
1977 ·
1978 ·
1979 ·
1980 ·
1981 ·
1982 ·
1983 ·
1984 ·
1985 · 
1986 · 
1987 · 
1988 · 
1989 · 
1990 · 
1992 · 
1994 · 
1996 · 
1998 · 
2000 · 
2002 · 
2005 · 
2007 · 
2009 ·
2011 ·
2013 ·
2015 ·
2017 ·
2019 ·
2021 ·
2023 ·
2025 ·
2027
Belgische medaillewinnaars · Nederlandse medaillewinnaars